# Paradou
 Paradou  es una comuna y población de Francia, en la región de Provenza-Alpes-Costa Azul, departamento de Bocas del Ródano, en el distrito de Arlés y cantón de Saint-Rémy-de-Provence.
Su población en el censo de 1999 era de 1.167 habitantes.
Está integrada en la Communauté de communes de la Vallée des Baux .